# 位阻效应
位阻效应（也叫空间效应、空间位阻效应、立体效应）是研究分子中不同基团间電子團重疊形成的電磁力而造成的分子结构或反应取向的立体化学分枝。广泛应用于有机化学中分子结构及反应机理的定性讨论，但在有些情况下可能导致偏差或谬误。

## 意义和应用
位阻效应对化学，生物化学和药理学至关重要。 在有机化学中，位阻效应几乎普遍存在，并在不同程度上影响大多数化学反应的速率和活化能。例如在氫氧化鈉和鹵代烷的雙分子親核取代反應中，由於三級鹵代烷的位阻效應很大，所以一般沒法參與反應。
在生物化学中，通常在诸如酶之类的天然分子中利用空间位阻，其中催化位点可能掩埋在大型蛋白质结构内。 在药理学中，空间效应决定药物与目标生物分子相互作用的方式和速率。

## 参阅
- 碰撞理论
- 偕二甲基效应(Thorpe-Ingold效应)
- 亲核取代反应
- 分子内作用力